# Fausto Zonaro
 (juillet 2025).
Fausto Zonaro, né le 18 septembre 1854 à Masi et mort le 19 juillet 1929 à Sanremo est un peintre italien. Il est connu pour ses portraits, ses paysages et ses peintures historiques. Il a contribué au développement du style occidental en Turquie. La plupart de ses œuvres sont conservées à Istanbul.

## Biographie

### Jeunes années et début de carrière artistique
Fausto Zonaro nait à Masi, ville de la province de Padoue faisant alors partie de l'empire d'Autriche. Il est l'enfant aîné de Maurizio, maçon, et de sa femme Elisabetta Bertoncin. Maurizio souhaitait que son fils soit également maçon, mais dès le plus jeune âge, Fausto montre de grandes aptitudes au dessin.  Avec le consentement de ses parents, il s'inscrit d'abord à l'Institut Technique de Lendinara, puis à l'Académie Cignaroli de Vérone, suivant les cours de Napoleone Nani . Fausto ouvre une petite école et un atelier d'art à Venise , mais il voyage également souvent à Naples.
Il expose de manière active ses œuvres et gagne le respect des critiques. Il peint principalement des scènes de genre à la peinture à l'huile et à l'aquarelle. En 1883 à Milan, il expose : Le rivelatrici napoletane ; Da Sant'Elmo et Al Pincio ; à Rome, les toiles Passa la vacca ; La douce ; Le cucitrici napoletane , et Il saponaro . En 1884, à Turin : Tempesta ; Primo nato ; Primo tuono et le Zoccolaro de Naples ; et en 1887 à Venise : In attesa ; Al Redentoretto, et Lavoratrice di perle .
La carrière de Zonaro bascule en 1891, lorsqu'il tombe amoureux de la photographe Elisabetta Pante (1863-1946), l'une de ses élèves à Venise. Ils voyagent ensemble à Constantinople, capitale de l'Empire ottoman, inspirés par le carnet de voyage Constantinopoli d'Edmondo de Amicis.

### Constantinople
En 1892, Zonaro et Pante se marient et vivent dans le quartier de Pera à Constantinople.
Au fil du temps, il élargit ses connaissances dans les cercles aristocratiques de Constantinople. Tout en enseignant la peinture à l'épouse de Munir Pacha, ministre du Protocole, Zonaro et Pante font la connaissance des figures artistiques importantes du Constantinople de l'époque, dont Osman Hamdi Bey.
En 1896, il est nommé peintre de la cour (en turc ottoman : Ressam-ı Hazret-i Şehriyari) du sultan Abdulhamid II, grâce à l'intervention d'Alexandre Nelidov, ambassadeur de Russie, qui avait présenté au sultan l'œuvre de Zonaro : Il reggimento imperiale di Ertugrul sul ponte di Galata (en français : Le régiment impérial d'Ertugrul sur le pont de Galata), qu'il a ensuite acheté.

## Œuvres

Œuvres de Fausto Zonaro
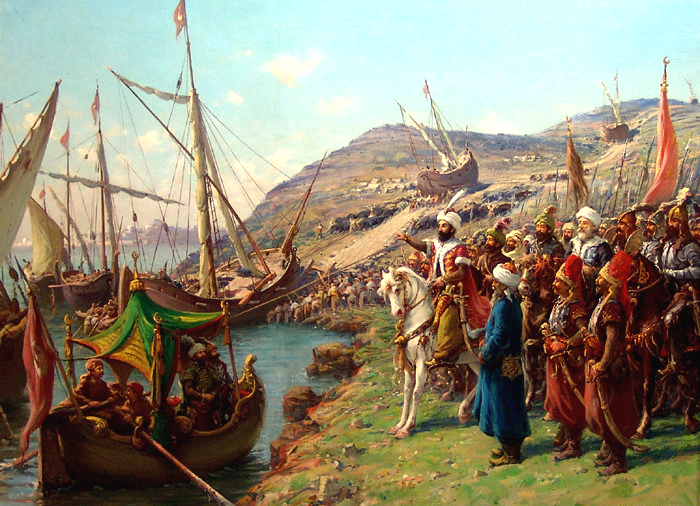
Mehmed II au siège de Constantinople, Istanbul, palais de Dolmabahçe.
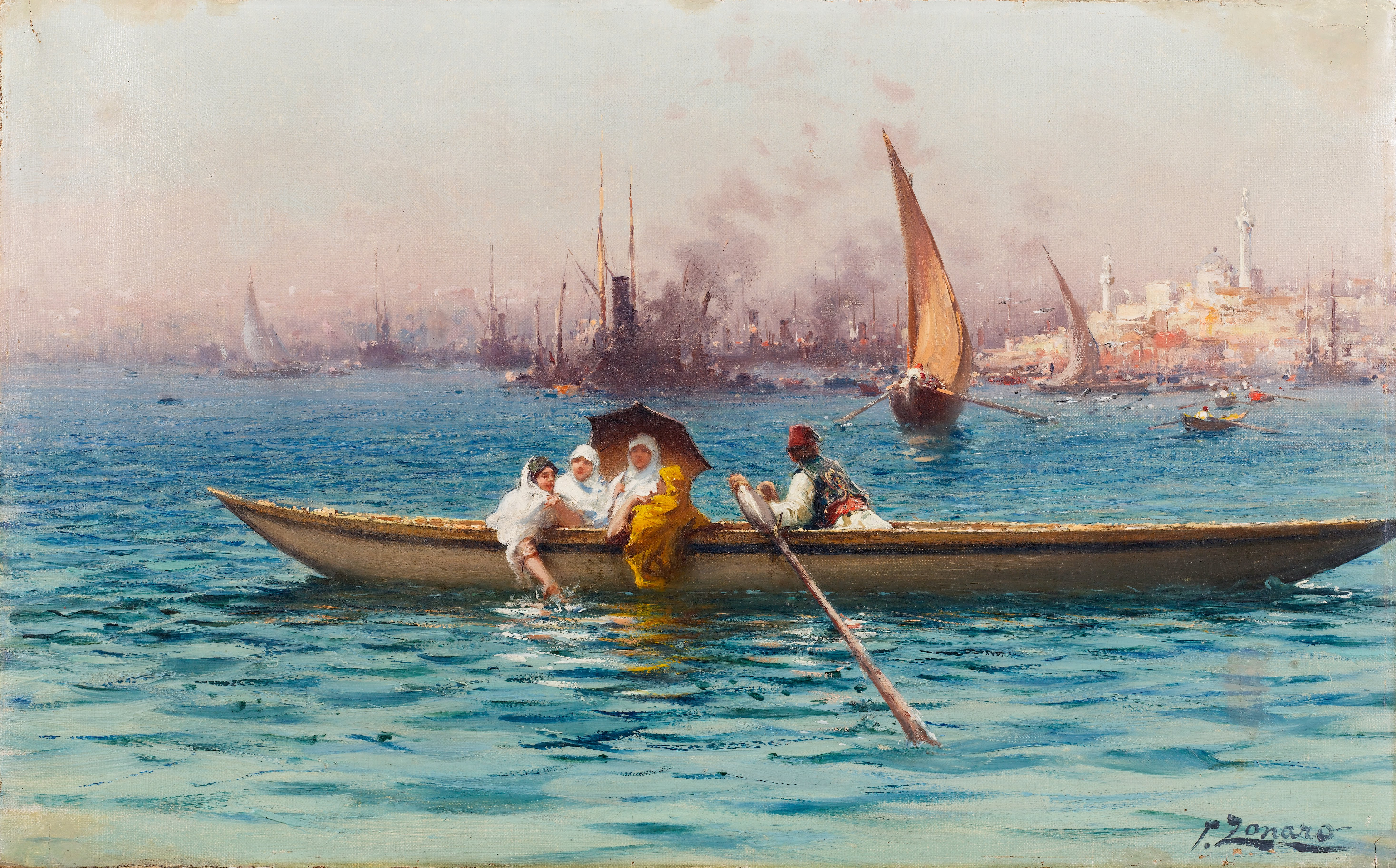
Promenade sur le Caïque, Istanbul, musée Pera.
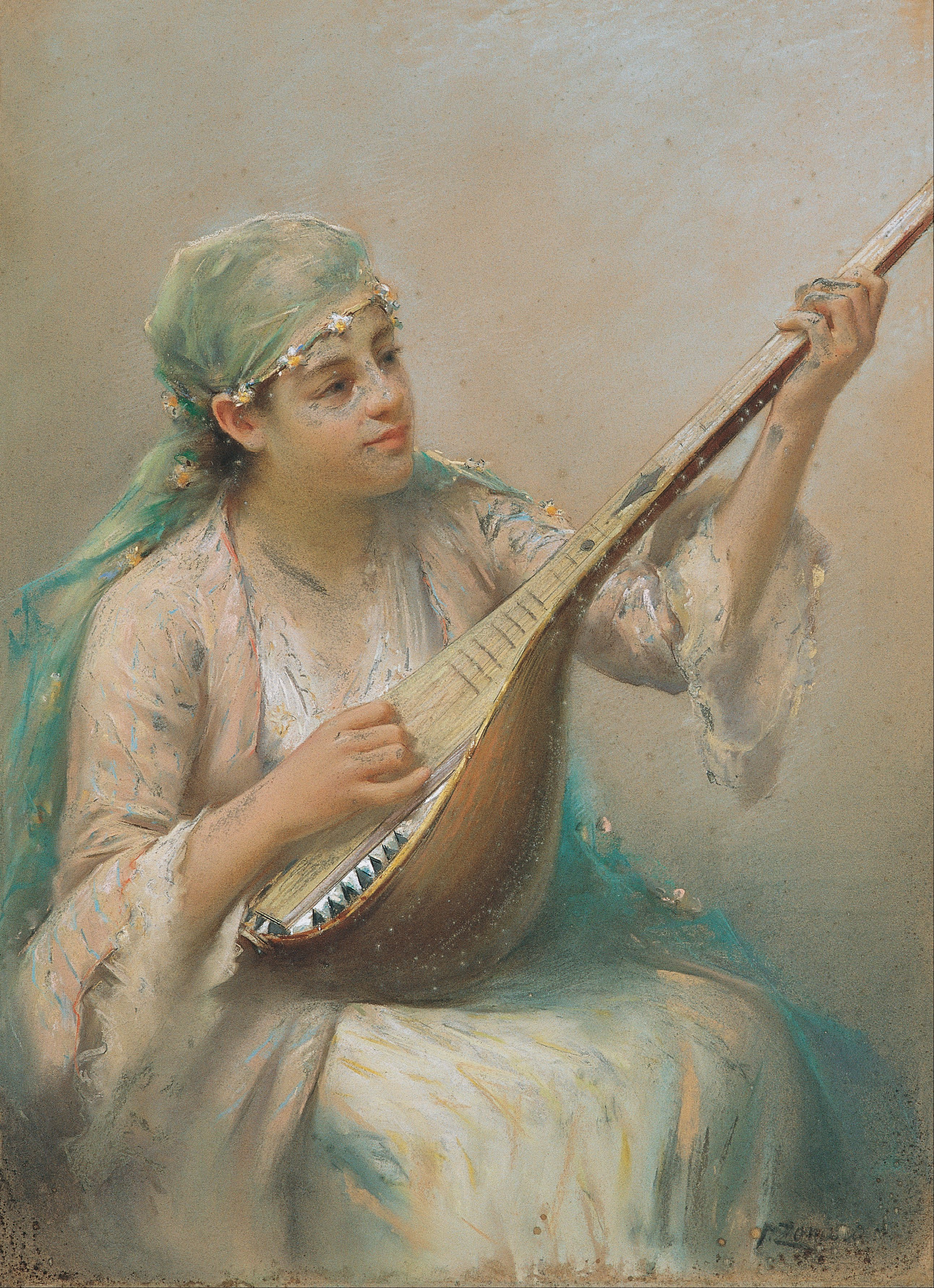
Femme jouant d'un instrument à corde, Istanbul, musée Pera.
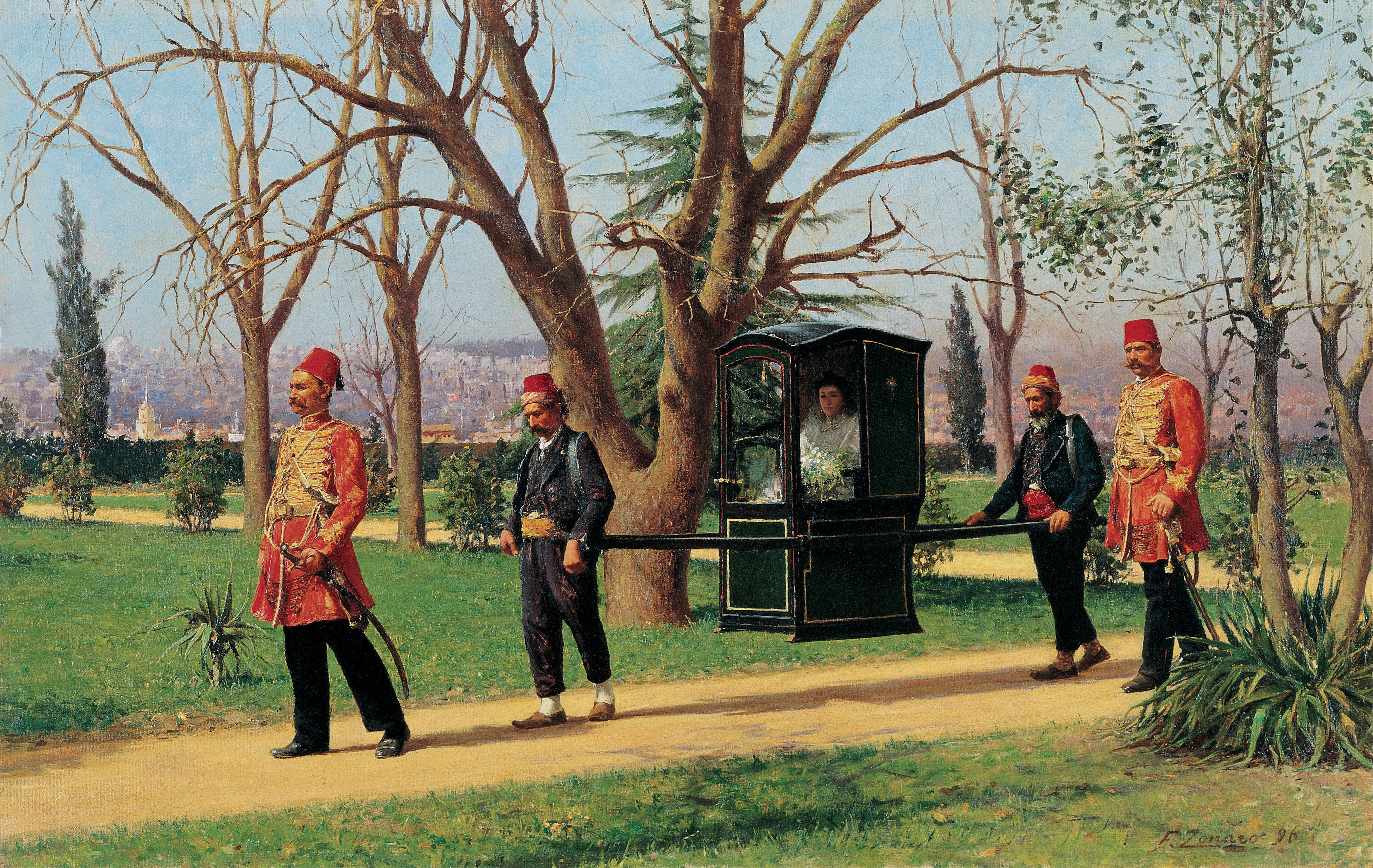
La Fille de l’ambassadeur anglais dans un palanquin, Istanbul, musée Pera.
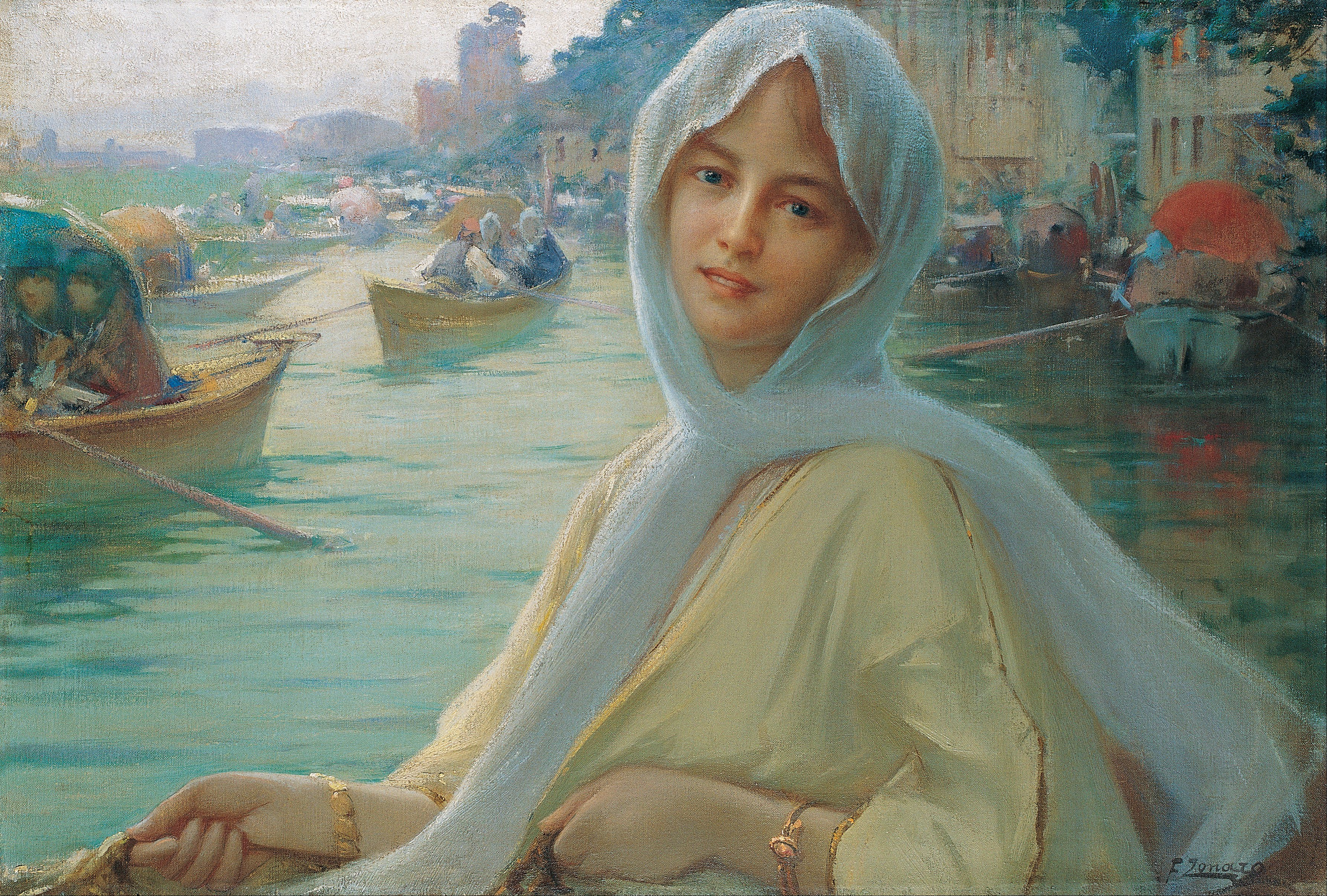
Promenade à Göksu, Istanbul, musée Pera.